# Yalitza Aparicio
Yalitza Aparicio Martínez est une actrice mexicaine née le 11 décembre 1993 à Tlaxiaco, dans l'État de Oaxaca (Mexique). Elle acquiert une renommée mondiale en 2018 en interprétant le rôle de Cleo dans le film Roma d'Alfonso Cuarón pour lequel elle est nommée à l'Oscar de la meilleure actrice.

## Biographie
D'ascendance mixtèque, elle est née en 1993 dans une fratrie de 4 enfants. Sa mère, séparée de son époux, élève cette fratrie de deux filles et deux garçons, dans une  maison modeste en parpaing et en tôle de la banlieue de la ville de Tlaxiaco. Yalitza Aparicio obtient un diplôme d'institutrice, et accompagne sa sœur aînée à un casting, en attendant de connaître son poste, à la campagne : « Je n’avais rien de mieux à faire » ». Finalement, c'est elle qui est retenue dans le casting pour interpréter le personnage de Cleo, l’héroïne du film autobiographique, Roma, du cinéaste mexicain Alfonso Cuarón. Roma est un quartier de Mexico. Dans le Mexique des années 1970, Cleo est une nourrice mixtèque qui tombe enceinte. Au même moment, sa patronne Sofia est quittée par son époux. Les deux femmes vont s'entraider. Pour préparer le film, elle apprend le mixtèque qui n'était pas parlé dans sa famille : « Mes parents ne m’ont pas enseigné leur langue par peur que je sois discriminée ». Elle rencontre l’ancienne nounou du réalisateur. Mais elle s'inspire surtout de sa propre mère, qui était aussi une domestique, d'origine Triqui. Ce rôle lui vaut une nomination à l'Oscar de la meilleure actrice,,,.
Elle devient, en décembre 2018, la première indigène du Mexique à poser en Une de l'édition mexicaine de Vogue.

## Filmographie

### Année 2010
- 2018 : Roma d'Alfonso Cuarón : Cleodegaria « Cleo » Gutiérrez